# キヤノン EOS 7D Mark II
キヤノン EOS 7D Mark II（イオス セブンディーマークツー）は、2014年10月30日に発売されたキヤノン製デジタル一眼レフカメラである。撮像素子は、約2020万画素のCMOSセンサーを採用し、サイズはAPS-Cサイズ(22.3×14.9mm)である。記憶媒体は、CFカード（タイプI準拠、UDMA対応 Mode7まで対応）SD/SDHC/SDXCメモリーカードツインスロットを採用する。
キャッチコピーは、「すべての一瞬が一新する」。
2017年現在、「デジタル一眼レフカメラEOSシリーズ」の製品ラインアップ中、「ハイアマチュアモデル」に位置づけられている。
2015年のカメラグランプリ大賞を受賞。

## 構造
本機は、『APS-Cサイズでのフラッグシップ機を目指すこと』と『瞬間をとらえるスピードEOS』をコンセプトとして開発され、2014年9月16日に発表された。従来存在したAPS-Hサイズのプロモデル（EOS-1D MarkIV）がフルサイズのモデル（EOS-1D X）に統合されたことから、少なからず存在する望遠効果を必要とする需要に対応するために従来のハイアマチュア層だけでなくプロユーザーもサブターゲットとしている。
EOS 7Dと比較すると幅が0.4mm、高さが1.7mm、奥行きが4.7mm増加しているが、重量は910gで変わっていない。外装にマグネシウム合金を採用し、防塵防滴仕様としてシーリング材を部材成型時に同時成形する手法を取ることでEOS 5D MarkIIIよりも高い防塵防滴性能を実現している。
連写速度は約10コマ/秒に高速化されたため、シャッターユニットへのボールベアリングの採用 やミラー動作のモーターによるダイレクト駆動化、ミラーショックを軽減するためのダンパー機構が搭載されている。シャッターの耐久回数は20万回に向上している。
撮像素子は新規に開発され、高感度性能面や高速性能面から検討した結果、画素数は2020万画素とされた。
蛍光灯のチラツキによる悪影響を抑えるため、フリッカーレス機能を新たに搭載する。蛍光灯などの発光周期のピーク付近でシャッターを切れるようにする機能であるが、動作させることによるシャッターのタイムラグは数ms程度となっており、微小なものとなっている。

## 主な仕様

### 基本仕様
- 型式：ストロボ内蔵、デジタル一眼レフレックスAF・AEカメラ
- 記録媒体：CFカード（タイプI準拠、UDMA対応 Mode7まで対応）SD/SDHC/SDXCメモリーカードツインスロット
- 撮像画面サイズ：22.4×15.0mm（APS-Cサイズ）
- 使用レンズ：キヤノンEFレンズ群（EF-Sレンズを含む）
- レンズマウント：キヤノンEFマウント

### 撮像素子
- 撮像素子形式：CMOSセンサー
- カメラ部有効画素：約2020万画素
- アスペクト比：3:2
- ダスト除去機能：自動・手動・ダストデリートデータ付加

### 記録形式
- 記録フォーマット：DCF 2.0
- 画像タイプ：JPEG・RAW(14bit)[* 1]・RAW+JPEG同時記録可能
- 記録画素数
  - JPEG
  - L（ラージ）：約2000万（5472×3648）画素
  - M（ミドル）：約890万（3648×2432）画素
  - S1（スモール1）：約500万（2736×1824）画素
  - S2（スモール2）：約250万（1920×1280）画素
  - S3（スモール3）：約35万（720×480）画素
  - RAW(14bit)
    - RAW - 約2000万（5472×3648）画素
    - M-RAW - 約1120万（4104×2736）画素
    - S-RAW - 約500 万（2736×1824）画素
- フォルダ作成／選択：可能

### 画像処理
- オート、スタンダード、ポートレート、風景、ニュートラル、忠実設定、モノクロ、ユーザー設定1～3
- ホワイトバランス：オート、プリセット（太陽光、日陰、くもり、白熱電球、白色蛍光灯、ストロボ）、マニュアル、・色温度指定（約2500～10000K〈100Kステップ〉）・ホワイトバランス補正、ホワイトバランスブラケティング可能
- ノイズ低減：長秒時露光のノイズ低減、高感度撮影時のノイズ低減に対応
- 画像の明るさ自動補正：オートライティングオプティマイザにより対応
- 高輝度側･階調優先：可能[* 2]
- レンズ周辺光量補正：可能

### ファインダー
- ファインダー方式：ペンタプリズム使用、アイレベル式
- 視野率：上下/左右とも約100%[* 3]
- 倍率：約1.0倍[* 4]
- アイポイント：約22mm[* 5]
- 視度調整範囲：約－3.0～＋1.0m−1(dpt)
- フォーカシングスクリーン：Eh-A標準装備、交換可(Eh-S)
- 構図表示：グリッド表示、水準器（水平方向：1°ステップ ±6°・垂直方向：1°ステップ ±4°）
- ミラー：クイックリターン式
- 被写界深度確認：可能

### オートフォーカス
- フォーカス方式：専用AFセンサーによるTTL二次結像位相差検出方式
- 測距点：65点（クロス測距点：最大65点）
- 輝度範囲：EV –0.5～18（常温・ISO100）
- フォーカスモード：AF（ワンショットAF、AIサーボAF、AIフォーカスAF）、MF（手動）
- 測距エリア選択モード：スポット1点AF（任意選択）、1点AF（任意選択）、領域拡大AF（任意選択上下左右）、領域拡大AF（任意選択周囲）、ゾーンAF（ゾーン任意選択）、ラージゾーンAF（ゾーン任意選択）、65点自動選択AF
- 測距点自動選択条件：EOS iTR[* 6] AFの設定による （顔／色情報を使用したAFが可能）
- AFカスタム設定ガイド機能：	Case1～6
- AIサーボAF特性：被写体追従特性、速度変化に対する追従性、測距点乗り移り特性
- AF微調整：AFマイクロアジャストメントにより対応
- AF補助光：内蔵ストロボ間欠発光方式

### 露出制御
- 測光方式：252分割TTL開放測光15万画素RGB＋IR測光センサー使用、
  - 評価測光（すべてのAFフレームに対応）
  - 部分測光（中央部・ファインダー画面の約6%）
  - スポット測光（中央部・ファインダー画面の約1.8%）
  - 中央部重点平均測光
- 測光範囲：EV 0～20（常温・「EF50mm F1.4 USM」使用・ISO100）
- 露出制御方式：プログラムAE（全自動、クリエイティブ全自動、プログラム）、シャッター優先AE、絞り優先AE、マニュアル露出、バルブ
- ISO感度（推奨露光指数）
  - シーンインテリジェントオート：ISO100～6400自動設定
  - プログラム(P),シャッター優先AE(Tv),絞り優先AE(Av),マニュアル露出(M),バルブ(B) - ISO100～16000任意設定（1／3、1段ステップ）およびH1（ISO25600相当）、H2（ISO51200相当）の感度拡張が可能
- ISOオート：設定可能（バルブ・ストロボ撮影時はISO400固定）
- ISOオート時の上限感度設定設定 - ファームウェアVersion2.0.0以降搭載機のみ、上限400・上限800・上限1600・上限3200・上限6400に設定可能。
- 露出補正
  - 手動 - 1/3、1/2段ステップ±5段
  - AEB（手動露出補正との併用可能）：1/3、1/2段ステップ±3段
- AEロック
  - 手動：AEロックボタン押しによる
  - 自動：ワンショットAF・評価測光時、合焦と同時にAEロック

### HDR[* 7]撮影
- ダイナミックレンジ調整：	自動、±1、±2、±3
- 仕上がり効果：	ナチュラル、絵画調標準、グラフィック調、油彩調、ビンテージ調
- 画像位置自動調整：	可能

### 多重露出撮影
- 撮影方法：：機能・操作優先、連続撮影優先] 、
- 多重枚数：2～9枚、
- 多重露出制御：加算、加算平均、比較（明）、比較（暗）

### シャッター
- シャッター形式：電子制御式、フォーカルプレーンシャッター
- シャッター速度：1／8000～30秒（全自動モード）、X[* 8]=1／250秒、1／8000～30秒、バルブ（すべての撮影モードを合わせて）

### ドライブ関係
- ドライブモード：1枚撮影、高速連続撮影、低速連続撮影、静音1枚撮影、
- 静音連続撮影：セルフタイマー：10秒／リモコン、
- 連続撮影速度
  - 高速連続撮影：最高約10.0コマ／秒（10～2コマ／秒に設定可能）

※ EOSiTR AF動作時は最高約9.5コマ／秒
- - 低速連続撮影：約3.0コマ／秒（9～1コマ／秒に設定可能）
  - 静音連続撮影：約4.0コマ／秒（4～1コマ／秒に設定可能）
  - 連続撮影可能枚数：JPEGラージ／ファイン：約130枚（約1090枚）
  - RAW：約24枚（約31枚）
  - RAW+JPEGラージ／ファイン：約18枚（約19枚）[* 9]

### ストロボ
- 内蔵ストロボ
  - リトラクタブル式、オートポップアップストロボ、内蔵スピードライトトランスミッター機能装備
  - ガイドナンバー約11（ISO100・m）
  - 対応画角 - 焦点距離15mm相当の画角に対応
  - 充電時間 - 3秒
- 外部ストロボ：キヤノン製EXシリーズスピードライト（カメラ側操作で機能設定可能）
- 調光方式：E–TTL II 自動調光
- ストロボ調光補正：1/3、1/2段ステップ±3段
- FEロック[* 10]：可能
- シンクロ端子：あり
- ストロボ制御：内蔵ストロボ機能設定、外部ストロボ機能設定、外部ストロボカスタム機能設定　光通信によるワイヤレスストロボ制御可能

### ライブビュー撮影機能
- フォーカス
  - デュアルピクセル CMOS AF方式／コントラスト検出方式（顔+追尾優先AF、ライブ多点AF、ライブ1点AF）、
  - 手動ピント合わせ - 5倍/10倍拡大確認可能
- コンティニュアスAF[* 11]
  - 可能
- 測光方式：評価測光（315分割）、部分測光（ライブビュー画面の約10%）、スポット測光（ライブビュー画面の約2.6%）、中央部重点平均測光
- 測光範囲：EV 0～18（常温・ISO100）
- アスペクト比：3：2、4：3、16：9、1：1
- 静音撮影：可能（モード1、2）
- グリッド表示：3種類

### 液晶モニター
- 形式：TFT式カラー液晶モニター
- 画面サイズ／ドット数：3.0型(3:2)／約104ドット(VGA)
- 視野率：約100%
- 明るさ調整：自動・手動
- 水準器表示：可能（水平方向：1°ステップ ±6°・垂直方向：1°ステップ ±4°）

### 再生機能
- 像表示形式：1枚・1枚＋情報（記録画質、撮影情報、ヒストグラム）・4枚インデックス・9枚インデックス・画像回転可能
- 拡大ズーム倍率：約1.5〜10倍
- 画像表示検索：1枚/10枚/100枚/撮影日/フォルダ/動画/静止画
- ハイライト警告：ハイライト部分点滅表示
- スライドショー：全画像/フォルダ/日付/動画/静止画
- 動画再生：可能（液晶モニター、映像/音声出力、HDMI出力）・スピーカー内蔵

### 撮影後の画像処理
- カメラ内RAW現像：明るさ補正、ホワイトバランス、ピクチャースタイル、オートライティングオプティマイザ、高感度撮影時のノイズ低減、JPEG記録画質、色空間、周辺光量補正、歪曲収差補正、色収差補正
- リサイズ：可能

### ダイレクトプリント機能
- 対応プリンター：PictBridge対応プリンター
- 印刷対応画像：JPEG画像、RAW画像
- 印刷指定：DPOF バージョン1.1準拠

### GPS機能
- 対応衛星：GPS衛星（アメリカ）、GLONASS衛星（ロシア）、準天頂衛星みちびき（日本）
- 画像への位置情報付加：緯度、経度、標高、方位、協定世界時（UTC）、衛星捕捉状態
- 位置情報の更新間隔：1／5／10／15／30秒間隔、1／2／5分間隔
- 時刻合わせ：GPS の時刻データをカメラに設定
- 電子コンパス：3軸・地磁気センサー、3軸・加速度センサーを用いて方位を算出
- ログデータ：NMEAフォーマット、1日1ファイル生成[* 12][* 13]

### インターフェース
- 映像/音声出力・デジタル端子（A/V OUT/DIGITAL端子）：SuperSpeed USB
- HDMIミニ出力端子：タイプC（解像度自動切り換え） CEC対応
- 外部マイク入力端子：φ3.5mmステレオミニジャック
- リモコン端子：リモートコントロールシステムN3タイプに対応
- ワイヤレスリモコン：「リモートコントローラーRC-6」に対応
- 拡張システム端子：「ワイヤレスファイルトランスミッターWFT-E7B（Ver.2）」接続用
- Eye-Fiカード ：対応

### 電源
- 使用電池：キヤノン製「バッテリーパック LP-E6N」1個
  - 「バッテリーパック LP-E6」 - 形式：リチウムイオン電池・公称電圧：DC7.2V・放電容量：1,800mAh・質量：約80g
  - 「バッテリーパック LP-E6N」 - 形式：リチウムイオン電池・公称電圧：DC7.2V・放電容量：1,865mAh・質量：約80g
  - AC駆動：キヤノン製「ACアダプターキット ACK-E6」使用により可能
  - 「バッテリーグリップBG-E16」装着時
    - 単3形電池による駆動 - 「バッテリーマガジンBG-E16」に単3形電池を6本装填することにより可能。
    - 「バッテリーパック LP-E6」を1個、または2個使用可能。「バッテリーパック LP-E6N」を1個、または2個使用可能。
- 電池情報：残容量・撮影回数・劣化度の確認が可能。
- 撮影可能枚数（CIPA試験基準
  - ファインダー撮影 - 常温(23℃) 約670枚／低温(0℃) 約640枚
  - ライブビュー撮影 - 常温(23℃) 約250枚／低温(0℃) 約240枚
- 動画撮影可能時間（フル充電のバッテリーパックLP–E6N使用時）
  - 常温(23℃) - 約1時間40分
  - 低温(0℃) - 約1時間30分
- 日付/時計機能用電池：リチウム電池「CR1616」1個使用

### 大きさ・質量
- 大きさ（幅×高さ×奥行き）：約148.6mm×112.4mm×78.2mm
- 質量：約820g（本体のみ）／約910g

### 動作環境
- 使用可能温度：0℃〜+40℃
- 使用可能湿度：85%以下